# Gmina Elm Grove (hrabstwo Calhoun)

Położenie Gminy Elm Grove w hrabstwie Calhoun

Gmina Elm Grove (ang. Elm Grove Township) – gmina w USA, w stanie Iowa, w hrabstwie Calhoun. Według danych z 2000 roku gmina miała 213 mieszkańców.